# 小僧岩
小僧岩（英語：Kozō Rock），是南極洲的岩石，位於毛德皇后地的奧拉夫王子海岸，處於序列岩和棋盤岩之間，根據日本探險隊的測量和拍攝的空中照片繪入地圖，現時由南極條約體系管理。

## 外部連結
- . . United States Geological Survey.   [2013-05-16].
- 本条目引用的公有领域材料来自美国地质调查局的文档《Kozō Rock》 （資料來自地名信息系统）。

68°23′S 41°54′E / 68.383°S 41.900°E